# María de Courtenay
María de Courtenay (alrededor de 1204 – septiembre de 1228) fue la hija de Pedro II de Courtenay y Yolanda de Flandes. Se casó con Teodoro I de Nicea. María sirvió como regente de su hermano más joven Balduino II de Courtenay y se nombró a sí misma como emperatriz de Constantinopla.

## Familia y antecedentes
Sus padres fueron los sucesivos gobernantes del Imperio latino de Constantinopla. Su padre fue elegido como emperador en 1216. En 1217, al intentar llegar a Constantinopla por tierra, Pedro fue tomado prisionero por Teodoro Comneno Ducas, gobernante de Epiro. Pasó el resto de su vida en cautiverio. Yolanda llegó a Constantinopla en su lugar y se hizo cargo del Imperio. La madre de María, Yolanda fue por derecho la regente en nombre de su esposo pero gobernó solo desde 1217 hasta 1219. Entre las alianzas negociadas por Yolanda una fue con Teodoro I Láscaris del Imperio de Nicea. La alianza fue sellada con el matrimonio de Teodoro y María después que Teodoro repudiara a su segunda esposa Felipa de Armenia.

## Emperatriz de Nicea
María fue emperatriz de Nicea desde 1219 hasta noviembre de 1222, cuando Teodoro murió. No tuvieron hijos conocidos. Uno de sus hijastras, María Láscarina, fue la esposa del rey Bela IV de Hungría, y la otra, Irene Láscarina, se casó con Juan III Ducas Vatatzés quien sucedió a Teodoro I en el trono del Imperio de Nicea. María sirvió brevemente como regente de Nicea en 1222.

## Regente y emperatriz de Constantinopla
Su hermano Roberto de Courtenay había sucedido a su madre en 1219. A finales de enero de 1228, el mismo Roberto murió. Su hermano más joven Balduino II de Courtenay ascendió al trono. Tenía sólo once años de edad y por lo tanto era menor de edad. Los barones de Constantinopla eligieron a María como regente. Según el historia Patrick van Kerrebrouck María se nombró a sí misma emperatriz. Su regencia sólo duró hasta su muerte ocho meses después.